# 薩帕揚
薩帕揚是哥倫比亞的城鎮，位於該國北部，由馬格達萊納省負責管轄，距離首府聖瑪爾塔255公里，始建於1800年4月29日，面積353平方公里，海拔高度18米，2005年人口8,464。

## 外部連結
- （西班牙文） Zapayan official website
- （西班牙文） Gobernacion del Magdalena - Zapayan

10°10′15″N 74°43′10″W / 10.1708°N 74.7194°W